# I Am Kloot (album)
I Am Kloot è il secondo ed eponimo album in studio del gruppo rock inglese I Am Kloot, pubblicato nel 2003.

## Tracce
1. Untitled #1 (in pregap è presente la traccia Deep Blue Sea - 3:57) - 4:18
2. From Your Favourite Sky - 2:46
3. Life in a Day - 2:47
4. Here for the World - 3:26
5. A Strange Arrangement of Colour - 2:43
6. Cuckoo - 3:21
7. Mermaids - 3:39
8. Proof - 2:46
9. Sold as Seen - 2:56
10. Not a Reasonable Man - 3:06
11. 3 Feel Tall - 3:04
12. The Same Deep Water as Me - 4:11